# بالاخره // غریبه خوشگل
«بالاخره // غریبهٔ خوشگل» (به انگلیسی: finally // beautiful stranger) ترانه‌ای از خوانندهٔ آمریکایی هالزی می‌باشد که در ۶ دسامبر سال ۲۰۱۹ از سوی کپیتال رکوردز به‌عنوان دومین تک‌آهنگ از سومین آلبوم استودیویی وی تحت عنوان منیک (۲۰۲۰) منتشر گردید.